# Émile Jeanbrau
Émile Alexis Jeanbrau, né à Alais (aujourd'hui Alès) dans le Gard le 1er octobre 1873 et mort le 14 mai 1950 à Montpellier, est un médecin français reconnu pour ses travaux sur la transfusion sanguine et l'urologie. Il est l'auteur de la première transfusion réussie de sang citraté chez l'homme, au début de la Grande Guerre.

## Biographie
Il est le fils d'un maître tailleur militaire. 
Ancien élève du lycée Jean-Baptiste-Dumas, il accomplit ses études médicales à Montpellier, devient interne des hôpitaux en 1896 et soutient en 1898 une thèse de médecine intitulée De la voie sous-péritonéale dans certaines suppurations du bassin . 
Il poursuit sa carrière comme professeur agrégé de chirurgie et chef de clinique chirurgicale à la faculté de médecine de Montpellier. Fondateur de la clinique des maladies des voies urinaires de Montpellier en 1908, titulaire de la chaire de clinique des maladies des voies urinaires de la faculté de Montpellier à partir de 1922, il y devient un urologue réputé.
Mobilisé comme médecin-major à l'hôpital de Biarritz lors de la Première Guerre mondiale, il y effectue la première transfusion sanguine de sang conservé par le citrate de sodium, le 16 octobre 1914. Il met au point une méthode de prélèvement par voie transcutanée, évitant l'intervention chirurgicale consistant à mettre à nu les vaisseaux du donneur. L'adjonction de l'anticoagulant au sang avant de procéder à la transfusion à des blessés de guerre permet la diffusion de ce geste salvateur à grande échelle. Il est également un des pionniers de la réinsertion des soldats estropiés en fondant à Montpellier, à la fin de la Grande Guerre, une école professionnelle des blessés de guerre et une œuvre régionale des mutilés de la guerre.
Le professeur Jeanbrau était membre correspondant de la Section de médecine et chirurgie de l'Académie des sciences et commandeur de la Légion d'honneur.

## Publications
Il est l'auteur de nombreux rapports, études et communications dans des congrès médicaux. 
- Concours d'agrégation de chirurgie et d'accouchements (1901), exposé des titres et travaux d'accouchements, Paris, G. Steinheil, 1901 (texte intégral).
- Titres et travaux scientifiques, Paris, G. Steinheil, 1910 (texte intégral).
- Travaux scientifiques, [Addendum 1910-1914], Montpellier, Impr. l'Abeille, 1914 (texte intégral).

Parmi les principaux ouvrages auxquels il contribua en qualité de coauteur figurent :
- Accidents de la transfusion et moyens de les éviter, par les médecins-majors Emile Jeanbrau et Georges Giraud, Poinat, Paris, 1919 (lire en ligne sur Gallica).
- Chirurgie réparatrice et orthopédique, 1920.
- L'Examen du malade : Guide clinique de l'étudiant et du médecin, médecine, chirurgie, obstétrique, neurologie et spécialités, 1939.